# Руденко, Андрей Владимирович
Андрей Владимирович Руденко (род. 4 сентября 1983, Днепропетровск) — украинский боксёр-профессионал, выступающий в тяжёлой весовой категории. Среди профессионалов чемпион по версии WBC International Silver (2016—2017) в тяжёлом весе.
Лучшая позиция по рейтингу BoxRec — 30-я (июнь 2017) и являлся 2-м среди украинских боксёров (после Владимира Кличко) в тяжёлой весовой категории, а по рейтингам основных международных боксёрских организаций занимал 10-ю строчку рейтинга WBA, 11-ю строку рейтинга WBO, 13-ю строку рейтинга IBF и 16-ю строку рейтинга WBC — уверенно входя в ТОП-30 лучших тяжеловесов всего мира.

## Любительская карьера
Андрей Руденко провёл 159 боёв и в 16 лет выполнил мастера спорта Украины, также дважды завоёвывал серебряную медаль на чемпионате Украины по боксу среди любителей. В марте 2006 года в финале чемпионата Украины уступил чемпионство Вячеславу Глазкову, после чего ушёл в профессионалы.

## Профессиональная карьера
Карьеру профессионального боксёра Руденко начал 19 октября 2006 года победив единогласным решением судей своего соотечественника Олега Беликова.
В течение карьеры набирался опыта работая спарринг-партнёром у таких чемпионов мира как братья Кличко, Тайсон Фьюри и Александр Поветкин.

#### Бой с Лукасом Брауном
1 августа 2014 года в Вулвергемптоне (Великобритания) в бою за вакантный титул чемпиона по версии WBA Inter-Continental и титул чемпиона по версии WBC Eurasia Pacific Руденко встретился с будущим чемпионом мира небитым австралийским боксёром Лукасом Брауном (20-0), которому конкурентно проиграл единогласным решением судей (счёт: 113—115, 112—116, 112—117).

#### Бой с Хьюи Фьюри
21 февраля 2015 года в Монте-Карло (Монако) Руденко встретился в бою с опытным небитым британцем Хьюи Фьюри (14-0). Действуя в манере классического спойлера — работать джебом издалека, а вблизи «вязать» и затаскивать в инфайтинге, Фьюри гасил редкие вспышки атакующей активности Руденко и таким нехитрым образом набирал зачётные очки. Поединок явно не изобиловал зрелищными эпизодами. Итоговый судейский счёт — 98-92, 98-91 и 97-92 Фьюри..

#### Бой с Майком Молло
6 мая 2016 года, в бою за вакантный титул WBC International Silver, победил Майка Молло техническим решением из-за рассечения и по рекомендации врачей бой был остановлен в седьмом раунде.

#### Бой с Александром Поветкиным
1 июля 2017 года в Москве (Россия) в бою за вакантные титулы чемпиона по версии WBO International и WBA Continental Руденко встретился с экс-чемпионом мира россиянином Александром Поветкиным (31-1). К этому бою Руденко готовился под началом экс-тренера братьев Кличко киевлянина Владимира Золотарёва.
Бой получился достаточно сложным для обоих боксёров. Для Руденко всё пошло наперекосяк уже в первом раунде. Начав бой очень активно, Андрей то ли пропустил удар, то ли сам дёрнул мышцу — он пожаловался врачу, что не может поднять голову. Пауза длилась несколько минут в обсуждениях с врачом и рефери. Болельщики стали посвистывать в адрес Руденко, заподозрив симуляцию. Врач определил, что это спазм. Уговорами своего тренера и рефери Виктора Панина Андрей Руденко всё же продолжил поединок. Поветкин был первым номером, а Руденко действовал преимущественно на контратаках, особенно хорошо проводя боковые удары. И если первые раунды были за Александром, то затем Андрей начал потихоньку выравнивать ход боя. Руденко смело проводил атаки, хорошо держал удар, а на ближней дистанции «вязал» Александра в клинчах. Однако по ходу боя было видно, что травма шеи создаёт дискомфорт для Андрея и ему сложно удерживать взрывные атаки Поветкина. Тем не менее, Руденко сумел продержаться все 12 раундов. Соперники продемонстрировал блестящее мужество и выносливость. Боксеры действовали в схожей манере — готовили атаки со средней дистанции и врывались на ближнюю, нанося серии или одиночные удары. Поветкин задал достаточно высокий темп боя, с которым Руденко справился, однако ничего противопоставить более опытному сопернику не сумел. На протяжении всех 12 раундов боя Александр доминировал «на классе». Благодаря преимуществу в технике, исполнительском мастерстве и более акцентированным ударам атаки Поветкина выглядели эффективнее. В итоге, Александр победил единогласным решением судей: 120—109, 120—108, 120—108. После боя Андрей Руденко заявил, что хотел бы провести с Александром Поветкиным матч-реванш.
Менеджер Андрея Руденко, Владислав Елисеев, поблагодарил организаторов спортивного мероприятия и российскую публику за тёплый приём украинской стороны. За бой с Александром Поветкиным Андрей Руденко получил рекордный гонорар в своей карьере.

#### Бой с Джаредом Андерсоном
26 августа 2023 года в Талсе (Оклахома) США проиграл 23-летнему американскому проспекту Джареду Андерсону (16-0, 15 КО) в пятом раунде. Бой получился вязким и плотным и изобиловал клинчами которыми Руденко часто сбивал агрессивный напор более молодого и ударного проспекта. В пятом раунде рефери наказал Руденко за удары по затылку, после чего Андерсон услили работу по корпусу которые в дальнейшем принесли свои плоды. На фоне активной работы по туловищу и общей усталости Андрей в одном из моментов ушел в глухую защиту и не отвечал на большое количество ударов от Андерсона. Рефери был вынужден остановить бой. По статистике сайта Compubox Джаред Андерсон донес до цели 141 удар из 279 выброшенных, что составляет 50 %, из них 90 были силовые. Руденко донес до цели 38 ударов из 186 ударов, это 20%.
28 октября 2023 года провел победный бой в Львове с соотечественником Семеном Пахомовым (2-18, 2 КО) нокаутировав в первом раунде 

## Статистика профессиональных боёв
В таблице перечислены результаты всех поединков боксёров.
В каждой строке указан результат поединка. Дополнительно номер поединка обозначен цветом, который обозначает итог поединка. Расшифровка обозначений и цветов представлена в нижеследующей таблице.
| Пример | Расшифровка                     |
| ------ | ------------------------------- |
|        | Победа                          |
|        | Ничья                           |
|        | Поражение                       |
|        | Планируемый поединок            |
|        | Поединок признан несостоявшимся |
| КО     | Нокаут                          |
| ТКО    | Технический нокаут              |
| PTS    | Решение судей (по очкам)        |
| UD     | Единогласное решение судей      |
| MD     | Решение большинства судей       |
| SD     | Раздельное решение судей        |
| RTD    | Отказ от продолжения боя        |
| DQ     | Дисквалификация                 |
| NC     | Поединок признан несостоявшимся |

| 45 поединков, 37 побед (22 нокаутом), 7 поражений, 1 несостоявшийся. | 45 поединков, 37 побед (22 нокаутом), 7 поражений, 1 несостоявшийся. | 45 поединков, 37 побед (22 нокаутом), 7 поражений, 1 несостоявшийся. | 45 поединков, 37 побед (22 нокаутом), 7 поражений, 1 несостоявшийся. | 45 поединков, 37 побед (22 нокаутом), 7 поражений, 1 несостоявшийся. | 45 поединков, 37 побед (22 нокаутом), 7 поражений, 1 несостоявшийся. | 45 поединков, 37 побед (22 нокаутом), 7 поражений, 1 несостоявшийся.                                                                                            |
| Бой                                                                  | Рекорд                                                               | Дата боя                                                             | Соперник                                                             | Место проведения боя                                                 | Результат                                                            | Дополнительно |
| -------------------------------------------------------------------- | -------------------------------------------------------------------- | -------------------------------------------------------------------- | -------------------------------------------------------------------- | -------------------------------------------------------------------- | -------------------------------------------------------------------- | --- |
| 45                                                                   | 37-7 (1)                                                             | 17 мая 2025                                                          | Олексий Тимченко (3-5-1)                                             | Киев, Украина                                                        | UD 8                                                                 | |
| 44                                                                   | 36-7 (1)                                                             | 28 октября 2023                                                      | Семён Пахомов (2-17)                                                 | Львов, Украина                                                       | KO 1 (6), 2:35                                                       | |
| 43                                                                   | 35-7 (1)                                                             | 26 августа 2023                                                      | Джаред Андерсон (15-0)                                               | Hard Rock Hotel & Casino, Талса, Оклахома, США                       | TKO 5 (10), 1:40                                                     | Бой за титул чемпиона США по версии WBC United States (2-я защита Андерсона) и WBO International (3-я защита Андерсона) в тяжёлом весе.                         |
| 42                                                                   | 35-6 (1)                                                             | 28 января 2023                                                       | Боян Честич (2-10)                                                   | Sportovni Hala Kladno, Кладно, Чехия                                 | TKO 2 (10), 1:46                                                     | |
| 41                                                                   | 34-6 (1)                                                             | 18 декабря 2021                                                      | Владислав Сиренко (18-0)                                             | Ледовый Дворец «Терминал», Бровары, Украина                          | TKO 6 (10)                                                           | Бой за титулы чемпиона Азиатско-Тихоокеанского региона по версии WBO Asia Pacific и чемпиона Азии по версии WBC ABC (2-я защита Сиренко) в тяжёлом весе.        |
| 40                                                                   | 34-5 (1)                                                             | 30 июля 2021                                                         | Андреа Пеше (7-12-3)                                                 | Ночной клуб «Малевич», Львов, Украина                                | UD 8                                                                 | Счёт: 80-72 (трижды). |
| 39                                                                   | 33-5 (1)                                                             | 20 сентября 2020                                                     | Константин Довбыщенко (7-7-1)                                        | Bartolomeo Best River Resort, Днепр, Украина                         | UD 10                                                                | Счёт: 100-91, 100-92, 99-91. Завоевал вакантный титул чемпиона Украины в тяжёлом весе.                                                                          |
| 38                                                                   | 32-5 (1)                                                             | 30 ноября 2019                                                       | Чжан Чжилэй (20-0)                                                   | Монте-Карло, Монако                                                  | UD 10                                                                | Счёт: 93-97, 92-98, 91-99. Бой за титул чемпиона по версии WBO Oriental (2-я защита Чжилэя) в тяжёлом весе.                                                     |
| 37                                                                   | 32-4 (1)                                                             | 2 марта 2019                                                         | Агит Кабайел (18-0)                                                  | Магдебург, Саксония-Анхальт, Германия                                | UD 12                                                                | Счёт: 111-116, 110-117, 108-119. Бой за титул чемпиона Европы по версии EBU (3-я защита Кабайела) в тяжёлом весе.                                               |
| 36                                                                   | 32-3 (1)                                                             | 22 декабря 2018                                                      | Джон Волау (5-3)                                                     | Бровары, Украина                                                     | TKO 3 (8), 2:10                                                      | |
| 35                                                                   | 31-3 (1)                                                             | 1 июля 2017                                                          | Александр Поветкин (31-1)                                            | Лужники, Москва, Россия                                              | UD 12                                                                | Счёт: 109-120, 108-120 (дважды). Бой за вакантные титулы чемпиона по версии WBO International и WBA Continental в тяжёлом весе.                                 |
| 34                                                                   | 31-2 (1)                                                             | 24 декабря 2016                                                      | Джейсон Бергман (26-12-2)                                            | Киев, Украина                                                        | UD 10                                                                | Счёт: 100-90 (трижды). Защитил титул чемпиона по версии WBC International Silver (1-я защита Руденко) в тяжёлом весе.                                           |
| 33                                                                   | 30-2 (1)                                                             | 6 ноября 2016                                                        | Торнике Пуричамиашвили (8-1)                                         | Киев, Украина                                                        | UD 8                                                                 | Счёт: 78-74, 79-73 (дважды). |
| 32                                                                   | 29-2 (1)                                                             | 24 июля 2016                                                         | Марсело Луис Насименто (17-13)                                       | Одесса, Украина                                                      | KO 3 (10), 2:50                                                      | |
| 31                                                                   | 28-2 (1)                                                             | 6 мая 2016                                                           | Майк Молло (21-5-1)                                                  | Одесса, Украина                                                      | TD 7 (12), 1:03                                                      | Счёт: 68-65, 69-64 (дважды). Завоевал вакантный титул чемпиона по версии WBC International Silver в тяжёлом весе.                                               |
| 30                                                                   | 27-2 (1)                                                             | 31 октября 2015                                                      | Константин Айрих (22-13-2)                                           | Кривой Рог, Украина                                                  | TKO 5 (10), 2:54                                                     | |
| 29                                                                   | 26-2 (1)                                                             | 31 июля 2015                                                         | Вацлав Пейсар (5-1)                                                  | Подгорцы, Украина                                                    | UD 8                                                                 | Счёт: 80-72 (трижды). |
| 28                                                                   | 25-2 (1)                                                             | 20 июня 2015                                                         | Шалва Джомардашвили (41-12-2)                                        | Конча-Заспа, Киев, Украина                                           | KO 7 (8)                                                             | |
| 27                                                                   | 24-2 (1)                                                             | 21 февраля 2015                                                      | Хьюи Фьюри (14-0)                                                    | Монте-Карло, Монако                                                  | UD 10                                                                | Счёт: 92-98, 91-98, 92-97. |
| 26                                                                   | 24-1 (1)                                                             | 1 августа 2014                                                       | Лукас Браун (20-0)                                                   | Вулвергемптон, Уэст-Мидлендс, Великобритания                         | UD 12                                                                | Счёт: 113-115, 112-116, 112-117. Бой за вакантный титул чемпиона по версии WBA Inter-Continental и титул чемпиона по версии WBC Eurasia Pacific в тяжёлом весе. |
| 25                                                                   | 24-0 (1)                                                             | 16 марта 2013                                                        | Аднан Бахаралья (26-15-2)                                            | Киев, Украина                                                        | TKO 1 (8)                                                            | |
| Бой                                                                  | Рекорд                                                               | Дата боя                                                             | Соперник                                                             | Место проведения боя                                                 | Результат                                                            | Дополнительно |